# Brådan
Brådan är en ö i Finland. Den ligger i Norra kvarken och i kommunen Nykarleby i den ekonomiska regionen  Jakobstadsregionen i landskapet Österbotten, i den västra delen av landet. Ön ligger omkring 47 kilometer nordöst om Vasa och omkring 400 kilometer norr om Helsingfors.
Öns area är 4 hektar och dess största längd är 330 meter i sydväst-nordöstlig riktning.